# 水谷徹 (脳神経外科医)
水谷 徹（みずたに とおる、1959年〈昭和34年〉8月22日 - ）は、日本の医学者。専門は脳神経外科学。昭和大学脳神経外科特任教授。

## 来歴
※出典：
灘高等学校を経て、1984年、東京大学医学部を卒業。その後、東京大学医学部附属病院救急部、都立墨東病院、総合会津中央病院脳神経外科、日赤医療センター、公立昭和病院脳神経外科医長、東京都立多摩総合医療センター脳神経外科部長を経て、昭和大学医学部脳神経外科講座主任教授となる。

## 略歴
- 1984年4月 - 東京大学附属病院救急部
- 1985年7月 - 都立墨東病院脳神経外科
- 1987年1月 - 総合会津中央病院脳神経外科
- 1989年7月 - 日赤医療センター脳神経外科
- 1990年6月 - 公立昭和病院脳神経外科
- 1995年7月 - 東京都立府中病院脳神経外科医長
- 2004年8月 - 東京都立府中病院脳神経外科部長
- 2010年3月 - 東京都立多摩総合医療センター脳神経外科部長
- 2012年4月 - 昭和大学脳神経外科学講座主任教授
- 2025年3月 - 昭和大学を定年退職
- 2025年4月 - 昭和医科大学脳神経外科学講座特任教授、昭和大学医科大学江東豊洲病院脳神経外科